# Rátka-patak
Rátka-patak är ett vattendrag i Ungern.   Det ligger i provinsen Vas, i den västra delen av landet, 170 km väster om huvudstaden Budapest.